# 松平親宅
松平 親宅（まつだいら ちかいえ）は、戦国時代から江戸時代前期にかけての武士・商人。長沢松平家の一族。

## 生涯
天文3年（1534年）に長沢松平4代松平勝宗の子、松平宗忠の次男として三河国長沢（現：愛知県豊川市長沢町）に生まれる。永禄6年（1563年）より徳川家康に仕え、幾度の合戦に供奉する。
元亀元年（1570年）に松平信康が岡崎城主になると彼に仕え、長沢から移り岡崎城下に屋敷を構える。しかし信康の言動に対して何度も諫言するも聞き入れられず、天正2年（1574年）に役目を返上して蟄居、以後は商売に手を染める。またこの際に出家して念誓（ねんせい）と号したとする（『松平甚助由緒書』）一方で、役目返上は天正3年（1575年）で出家は後述の信康切腹を悲嘆してともされる（『寛政譜』）。また役目返上は天正3年（1575年）の大岡弥四郎事件が原因で、親宅は事件そのもには直接関与しなかったが責任を追及されて失脚したとする説もある。
その後、天正7年（1579年）に家康から浜松城に召し出され、懇ろに対応されると共に秀忠の出生祝いとして太刀を与えられ、岡崎に戻る。同年に信康は切腹させられており、家康の行動は念誓の役目返上・出家を不問に付す意味があった。
天正11年（1583年）4月には家康へ肩衝茶入「初花」を献上し、また同年に浜松城で家康から茶の栽培を命じられて領内を調査した結果、三河国額田郡土呂郷（現：岡崎市福岡町）で茶が栽培されていると報告、上林政重と共に製茶支配を命じられ同地に屋敷を拝領、以後毎年茶葉を献上した（以上『寛政譜』、『松平甚助由緒書』では「初花」献上は天正12年3月、製茶支配任命は同年とあるが、「初花」の秀吉所有時期から『寛政譜』の記述が妥当）。この功績により家康から所領を与えるとの打診があったが、親宅の希望により酒役・蔵役等の所役免除を受けている。
天正14年（1586年）、三河国目代（代官）に任じられ再び岡崎城下に屋敷を拝領する。天正18年（1590年）に家康が関東に転封となり目代職は解任されたが、念誓は三河国に留まって土呂郷に在住する。ただし徳川家との繋がりは途絶えず、政重が宇治に移った後、単独で管理した土呂郷の茶を毎年江戸に参府して献上した。転封後に岡崎城主となった田中吉政も念誓の屋敷からは年貢を徴収せず、また徳川家やその家臣に関係する寺社への寄進代行、吉政と家康との取次等、商人でありつつ関東転封後も旧領に留まった徳川家家臣という特異な存在だった。
慶長6年（1601年）、前年の関ヶ原の戦いで徳川の天下が定まって三河国が徳川家の影響下に戻ると、再び三河国代官に命じられてかつて拝領した岡崎城下の屋敷に戻る。慶長9年（1604年）8月3日に病死、享年71歳。
長男の松平親重は徳川秀忠に父と共に仕え代官を継ぐが、その子の代で病弱故役目を返上、徳川家当主へのお目見えも無くなり、以後は土呂在住の郷士となる。また次男の松平親正は徳川家光に仕え、以後は江戸で旗本として代を重ねており、武士の家系はこちらが継承している。

## 参考資料
- 『松平甚助由緒書』
- 『寛政重修諸家譜』
- 『愛知県史資料編』織豊2・3